# Bernard Malamud
Pour les articles homonymes, voir Malamud.
 (août 2025).
Motif : traductions étonnantes, absence de sources secondaires de qualité, passages incompréhensibles .
Œuvres principales
- Le Meilleur
- Le Commis
- Le Tonneau magique.
- L'Homme de Kiev

Bernard Malamud, né le 26 avril 1914 à Brooklyn et mort le 18 mars 1986 à Manhattan, est un romancier, nouvelliste et essayiste américain considéré comme l'un des principaux représentants de la littérature juive d'Amérique du Nord.

## Biographie

### Jeunesse et formation
Bernard Malamud est né le 26 avril 1914 dans le quartier new-yorkais de Brooklyn. Il est l'aîné des deux fils de Max Malamud et de Bertha Fidelman épouse Malamud, un couple de migrants juifs fuyant la Russie tsariste. Son père Max Malamud tient une épicerie dans le quartier de  Gravesend, Brooklyn (en) , tandis que sa mère est très active au sein du Yiddish Theatre District (en). Elle meurt alors que Bernard Malamud n'a que 15 ans,,,.  
Parents qu'il décrit comme étant gentle, honest, kindly people (« des gens doux, honnêtes et gentils »), qui lui permettent de passer une enfance heureuse. À leur domicile, on s'exprime aussi bien en anglais qu'en yiddish,. 
Le milieu familial dans lequel il grandit, s'il ne porte pas d'intérêt particulier tant à la littérature qu'aux arts en général, en revanche il respecte ces activités,.
À l'âge de ses neuf ans, Bernard Malamud souffre d'une pneumonie qui l'oblige de garder le lit jusqu'à ce qu'il retrouve la santé, pour le soutenir son père lui offre le Book of Knowledge (en), une encyclopédie à destination des enfants,.
Bernard Malamud aime très tôt la lecture, ses romans préférés sont ceux écrits par Horatio Alger, par ailleurs il assiste régulièrement à des représentations théâtrales du Yiddish Theatre District situé sur la Deuxième Avenue de Manhattan.
Bernard Malamud fait ses études secondaires à l'Erasmus Hall High School (en) entre 1928 et 1932. Ses premiers récits publiés au sein du journal de l'établissement The Erasmian sont prisés par ses camarades de classe,,.
Durant cette époque, il aime beaucoup le cinéma et en particulier les comédies de Charlie Chaplin. Il en parle fréquemment avec ses camarades de classe.
Il obtient le Bachelor of Arts  au City College de New-York en 1936,. 
Bernard Malamud travaille durant un an pour quatre dollars par jour comme stagiaire avant d'obtenir une bourse du gouvernement pour continuer ses études universitaires qui lui permet d'obtenir en 1942 le Master of Arts à l'Université de Columbia en présentant un mémoire sur la pièce épique The Dynasts (en) de Thomas Hardy, intitulé « Thomas Hardy's  Reputation as a Poet in American Periodicals »,.

### Carrière littéraire et professionnelle
Une fois diplômé, Bernard Malamud cherche un emploi de professeur de littérature anglaise dans les écoles publiques de New York, mais le marché est saturé, aussi, en 1940  accepte-t-il un poste d'employé de bureau au sein du Bureau du recensement des États-Unis à Washington (district de Columbia),.    

#### Mariage et culture italienne
Après son mariage en 1945, avec  Ann De Chiara, une italo-américaine, Bernard Malamud s'intéresse à la culture italienne, et le couple fera de nombreux séjours en Italie.

#### L'Oregon
En 1949, Bernard Malamud pense qu'en exerçant un emploi d'enseignant, cela lui laissera du temps pour écrire, il accepte en 1949, un emploi de professeur de littérature anglaise à l'Université d'état de l'Oregon, n'ayant pas doctorat, il touche un salaire annuel de 3 500 $, par conséquent lui et sa famille partent s'installer à Corvalis,,.
Durant ces années (1949-1961), Bernard Malamud, il écrit des récits et nouvelles qui sont publiées dans les colonnes de divers magazines et revues littéraires comme Partisan Review, Commentary et Harper's Bazaar.
Il quitte ce poste en 1961 pour enseigner la création littéraire au Bennington College dans le Vermont.

### Vie personnelle
Le 6 novembre 1945, il épouse Ann De Chiara, une italo-américaine, le couple aura deux enfants, un fils Paul en 1947 et une fille née en 1952,.

### Fin de vie
À partir de 1982 la santé de Bernard Malamud se détériore, année où il s'est fait opérer du coeur, opération suivie d'un infarctus dont les conséquences le laisse dans un état permanent de  grande fatigue et de faiblesse physique. Il meurt le 18 mars 1986 des suites d'une crise cardiaque alors qu'il était en train de travailler sur un roman, cela dans son appartement de Manhattan,.
Il est enterré au cimetière de Mount Auburn à Cambridge au Massachusetts.

## Œuvres

### Romans
- The Natural (préf. Kevin Baker), New York, Farrar, Straus and Giroux (réimpr. 1980, 2000, 2003, 2006) (1re éd. 1952), 233 p. (OCLC 1508256573, lire en ligne),
- The Assistant (préf. Jonathan Rosen), New York, The Noonday Press (réimpr. 1991, 2003, 2013, 2024) (1re éd. 1957), 246 p. (OCLC 1103572662, lire en ligne),
- Pictures of Fidelman, New York, Dell book (réimpr. 1969, 1980, 2008, 2010) (1re éd. 1958), 190 p. (OCLC 1508180584),
- A New Life (préf. Jonathan Lethem), New York, Farrar, Straus and Cudahy (réimpr. 2004, 2007) (1re éd. 1961), 367 p. (OCLC 288681)
- The Fixer, 1966
- The Tenants (préf. Aleksandar Hemon), New York,, Farrar, Straus and Giroux (réimpr. 2003, 2008, 2018, 2024) (1re éd. 1971), 230 p. (OCLC 870987463),
- Dubin's Lives (
- God's Grace (La Grâce de Dieu), 1982.

### Recueils de nouvelles
- Idiots First, New York, Farrar Straus & Giroux (réimpr. 1963, 1966, 1982,) (1re éd. 1950), 212 p. (OCLC 1485710105),
- The Magic Barrel, New York, Farrar, Straus & Giroux (réimpr. 1953, 1958, 1975, 1990, 2003, 2017) (1re éd. 1950), 213 p. (OCLC 220829136),
- Rembrandt's Hat, New York, Farrar Straus & Giroux (réimpr. 1973, 1986) (1re éd. 1968), 204 p. (OCLC 748997710),
- Two Fables : Jewbird & Talking Horse, Bennington, Vermont, Bennington College, 1978, 71 p. (OCLC 9557355),
- The Stories of Bernard Malamud, 1983
- The People and Uncollected Stories, 1989
- The Complete Stories, 1997.

### Essais
- Bernard Malamud & Robert Alter, After the tradition : Essays on modern Jewish writing, New York, Dutton (réimpr. 1971) (1re éd. 1969), 256 p. (OCLC 970960968)

### Traductions francophones
- Le Tonneau magique
- L'Homme dans le tiroir,
- Les Vies multiples de William D.), 1979, trad. Olga Féodoroff, Rivages éd.2024, 573 p.  (ISBN 978-2-7436-6491-6)